# Bo-Katan Kryze
Personnage de fiction apparaissant dans
Star Wars.
Bo-Katan Kryze est un personnage de Star Wars. Originaire de Mandalore, elle se joint au clan appelé « Death Watch » alors que la République galactique vit un temps de crise. Elle s'oppose ensuite à l'Empire galactique et prend le contrôle de Mandalore. Après la chute de l'Empire, elle s'allie à Din Djarin face à Moff Gideon. Le personnage est interprété par Katee Sackhoff, qui lui prête sa voix dans les séries d'animation, puis apparaît en prises de vues réelles dans The Mandalorian.

## Histoire

### Avant l'Empire
Bo-Katan Kryze est la sœur de la duchesse qui règne sur Mandalore, Satine Kryze. Cependant, elle est en constant désaccord avec elle. Tandis que Satine souhaite mettre en œuvre une politique pacifiste, Bo-Katan pense que le peuple mandalorien doit renouer avec ses traditions guerrières pour être puissant en temps de guerre.
Bo-Katan choisit de rejoindre les terroristes de la Death Watch. Ce groupe s'oppose à la politique pacifiste et tente par conséquent de renverser le pouvoir alors en place à Mandalore. Au sein de cette organisation dirigée par Pre Vizsla, Bo-Katan est lieutenant et dirige l'unité Nite Owls pour diverses opérations. Par exemple, lors d'un pillage sur la planète Carlac, Bo-Katan rencontre Ahsoka Tano et l'affronte.
En s'alliant au Collectif de l'ombre de Maul, la Death Watch réussit à prendre le contrôle de Mandalore. Toutefois, après que Pre Vizsla a été tué par Maul, Bo-Katan refuse de reconnaître la légitimité de Maul au titre de dirigeant de Mandalore. Une guerre civile éclate entre les partisans de Maul et ceux de Bo-Katan. Cette dernière demande alors de l'aide à Obi-Wan Kenobi pour qu'il informe la République galactique de la situation critique à Mandalore.
Finalement, Bo-Katan fait équipe avec Ahsoka Tano afin de venir à bout de Maul et du Collectif de l'ombre.

### Sous l'Empire
Le règne des partisans de Bo-Katan sur Mandalore est de courte durée. L'Empire galactique remplace la République galactique, et prend le contrôle de Mandalore. Les mandaloriens fidèles à Bo-Katan doivent se cacher. Ils forment un mouvement résistant, qui se renforce progressivement.
Quelques années après la Purge impériale qui ravage Mandalore, une membre de la maison Vizsla, Sabine Wren, obtient le Sabre noir et l'offre à Bo-Katan, héritière légitime. Afin de pouvoir diriger Mandalore et réunifier les clans qui s'y opposent, Bo-Katan accepte de recevoir le Sabre noir. Cette arme donne par tradition à son propriétaire le commandement du peuple mandalorien,.
Divers clans mandaloriens s'unissent derrière Bo-Katan contre l'Empire. Mandalore est donc ciblée par la Grande Purge. Cette nouvelle purge se caractérise notamment par l'obtention du Sabre noir par un impérial, Moff Gideon[réf. nécessaire].

### Après l'Empire

#### Saison 2 deThe Mandalorian
Bo-Katan est accompagnée de deux Nite Owls, Axe Woves et Koska Reeves. Elle cherche à récupérer le Sabre noir, désormais entre les mains de Moff Gideon. Elle veut réunifier les Mandaloriens pour reprendre Mandalore[réf. nécessaire].
Le Mandalorien Din Djarin, à la recherche de survivants de son peuple, pour trouver de l'aide dans sa quête galactique consistant à remettre l'enfant Grogu aux siens, rencontre la dernière survivante du clan Kryze, Bo-Katan. Après une courte mission accompagnée de deux autres Mandaloriens, elle redirige Din vers une connaissance, Ahsoka Tano,.
Finalement, Din vainc Gideon et obtient ainsi le Sabre noir. Bo-Katan, par respect pour les traditions mandaloriennes, ne peut pas accepter l'arme en cadeau pour diriger Mandalore. Elle doit en effet l'obtenir par la victoire au duel.

#### Saison 3 deThe Mandalorian
Plus tard, c'est une Bo-Katan désabusée qui reçoit la visite de Din Djarin dans son palais de Kalevala situé dans le système de Mandalore. Celui-ci vient lui demander l'emplacement des mines de Mandalore pour qu'il aille obtenir la rédemption en s'y baignant dans les eaux vivantes. Elle le traite de fou, disant que la planète est empoisonnée, mais comprend qu'il est toujours propriétaire du sabre noir et le laisse partir. Mais peu de temps après, Grogu, le petit compagnon de Din, revient pour demander son aide afin de sauver le Mandalorien d'une mauvaise situation. Elle s'exécute et, constatant que l'air de Mandalore n'est pas empoisonné, sauve Din Djarin des griffes d'un cyborg cannibale qu'elle tue avec le sabre noir qu'elle trouve par terre et accompagne ainsi Din Djarin dans la suite de sa quête de rédemption. Mais lorsque celui-ci est emporté au fond des eaux vivantes des mines, elle plonge pour le sauver et aperçoit le Mythosaure, créature légendaire. Mais elle ne révélera pas cette information. Alors qu'elle est sur le chemin du retour avec Din, elle assiste impuissante à la destruction de son palais par des chasseurs impériaux et est contrainte de suivre le Mandalorien en exil vers le clan mandalorien de la Death Watch.
Là-bas, alors que Din est réhabilité, Bo-Katan apprend qu'elle a également gagné sa place en n'ayant pas retiré son casque depuis la baignade. Rapidement elle prouve sa bravoure en lançant une opération de sauvetage avec Din pour sauver un enfant mandalorien des griffes d'un prédateur, et se retrouve plus appréciée au sein du clan. Elle gagne ainsi un blason sur son armure, et demande à l'Armurière de lui donner le Mythosaure, tout en lui disant qu'elle en a vu un. L'Armurière lui répond "Telle est la voie". Par la suite, les Mandaloriens sont appelés à l'aide sur Nevarro attaquée par les pirates, et Bo-Katan et Din Djarin mènent l'escouade mandalorienne à l'attaque. Tous deux s'en prennent aux chasseurs et au vaisseau pirate principal, tandis que le reste de l'escouade déjoue à terre les embuscade et neutralise les pirates. Après la bataille, les Mandaloriens obtiennent du haut-magistrat Greef Karga des territoires. A ce moment-là, Bo-Katan est appelée à rejoindre l'Armurière dans l'ancienne forge mandalorienne de Nevarro. Celle-ci lui demande subitement de retirer son casque. Elle lui explique que le fait qu'elle a vu le Mythosaure est le signe d'une nouvelle ère et qu'il lui revient d'unifier à nouveau le peuple de Mandalore, « les deux mondes », ceux qui suivent la voie et le crédo, et ceux qui s'en sont écartés. Les deux femmes reviennent au milieu des membres du clan, interloqués à la vue de Bo-Katan à visage découvert. L'armurière expose la tâche qui revient désormais à Bo-Katan : réunifier Mandalore.
Avec Din Djarin, elle s'acquitte d'une tâche pour le gouverneur de Plazir-15 avant de retrouver son ancienne équipe de mercenaires mandalorienne à présent dirigée par son ancien second, qu'elle défie en combat singulier dont elle prend rapidement le dessus. Malgré cela, son ancienne équipe refuse de la suivre dans le ralliement de Mandalore car ils pensent que Din Djarin possède le sabre noir. Pourtant ce dernier annonce que le sabre lui revient car elle a défait l'ennemi qui l'avait défait sur Mandalore. À ces mots, Bo-Katan récupère le sabre noir et est reconnue comme le chef qu'ils acceptent de suivre. Les mandaloriens parviennent finalement à reconquérir leur planète, après que Bo-Katan, Din Djarin et Grogu ont vaincu et éliminé le maléfique Moff Gideon. Après que l'Armurière l'ai désignée, « Lady Kryze » rallume symboliquement  la Grande Forge de Mandalore...

## Adaptations

### Télévision
Bo-Katan apparaît dans les séries animées The Clone Wars et Rebels puis apparait en prises réelles dans The Mandalorian. Par ailleurs, selon une rumeur diffusée par le site Internet That Hashtag Show en janvier 2022, le personnage de Bo-Katan pourrait avoir, à l'instar d'autres protagonistes de la saga comme Obi-Wan ou Ahsoka, sa propre série télévisée. La rumeur s'appuie notamment sur un tweet de l'actrice Ming-Na Wen, qui interprète Fennec Shand. Cette dernière y félicite Katee Sackhoff, interprète de Bo-Katan. Le tweet est alors compris comme une confirmation de la programmation de l'hypothétique série. En outre, en 2020, la saison 2 de The Mandalorian s'achève sur un mystère quant au destin du personnage de Bo-Katan. Toutefois, rien n'est officialisé,,. Le personnage, qui était secondaire dans la saison 2, devient principal dans la saison 3 et se retrouve au cœur du scénario.

## Accueil
Dans un classement des meilleurs personnages de The Clone Wars introduits après la saison 1, le site Internet Screen Rant attribue à Bo-Katan Kryze la quatrième place. Elle est alors devancée par Maul, par divers soldats clones et par sa sœur. Selon le site, le personnage, déjà intéressant en tant que lieutenant dans la Death Watch dans The Clone Wars, devient plus intéressant après la mort de Pre Vizsla, quand elle quitte l'organisation puis réapparaît dans d'autres séries.
Dans un autre de ses classements, cette fois sur les meilleurs personnages qui n'apparaissent que dans un épisode de Rebels, Screen Rant place Bo-Katan en sixième place. Elle est en l'occurrence présente dans le premier épisode de la saison 4, cette saison commençant par un arc sur Mandalore. Le site souligne notamment que Bo-Katan semble plus calme par rapport à sa version belliqueuse de The Clone Wars.